# Derambila livens
Derambila livens är en fjärilsart som beskrevs av Louis Beethoven Prout 1931. Derambila livens ingår i släktet Derambila och familjen mätare. Inga underarter finns listade i Catalogue of Life.